# Eyeru Tesfoam Gebru
Eyeru Tesfoam Gebru (* 10. Dezember 1996 in Aksum) ist eine äthiopische Radrennfahrerin.

## Sportliche Laufbahn
2015 gewann Eyeru Tesfoam Gebru ihre erste internationale Medaille, als sie bei den Afrikaspielen in Brazzaville mit dem Team von Äthiopien Dritte im Mannschaftszeitfahren wurde. 2016 sowie 2017 errang sie jeweils Silber in dieser Disziplin.
2017 wurde Gebru zu einem Lehrgang beim Centre Mondial du Cyclisme am Hauptquartier des Radsport-Weltverbands UCI eingeladen, 2018 wurde sie Mitglied des UCI WCC Womens Team und sammelte Erfahrung bei Rennen in Europa. Im selben Jahr wurde sie Afrikameisterin im Mannschaftszeitfahren wie auch im Jahr darauf. 2019 errang sie zudem Silber im Straßenrennen sowie im Einzelzeitfahren.
2020 gerieten Gebru und ihre Familie in die Wirren des Bürgerkriegs in Tigray. Wegen des Kriegs lehnte sie es ab, Äthiopien bei den Olympischen Spielen 2020 zu repräsentieren. Anlässlich der Straßenradsport-Weltmeisterschaften 2021, die in Belgien stattfanden, setzte sie sich ab und beantragte Asyl in Frankreich, wo sie als Flüchtling anerkannt wurde. 2023 nahm sie den Sport wieder auf als Mitglied des französischen Teams Grand Est-Komugi-La Fabrique. Vom Département Calvados wurde sie für den Fackellauf zu den Olympischen Spielen in Paris nominiert; aufgrund einer Einladung des Internationalen Olympischen Komitees nahm sie am olympische Straßenrennen 2024 teil.

## Erfolge
2015
- Afrikaspiele – Mannschaftszeitfahren (mit Gebre Tsega Beyene, Hadnet Asmelash und Sendel Hafte Tewele)

2016
- Afrikameisterschaft – Mannschaftszeitfahren (mit Tsega Beyene, Mhirte Asgele und Eden Bekele)

2017
- Afrikameisterschaft – Mannschaftszeitfahren (mit Abrha Birhan Fkadu, Tsega Beyene und Selam Amha)

2018
- Afrikameisterin – Mannschaftszeitfahren (mit Selam Amha, Tsega Beyene und Eyerusalem Kelil)
- Afrikameisterschaft – Einzelzeitfahren

2019
- Afrikameisterin – Mannschaftszeitfahren (mit Selam Amha Gerefiel, Tsega Beyene und Eyeru Haftu Reda)
- Afrikameisterschaft – Einzelzeitfahren, Straßenrennen